# Victor Quinton
Victor Charles Quinton, né le 4 novembre 1866 à Carelles, en Mayenne, et mort le 4 octobre 1924 à Bièvres, est un évêque catholique missionnaire français, vicaire apostolique de Cochinchine Occidentale de 1920 à 1924. Il était membre de la société des Missions étrangères de Paris.

## Biographie

### Formation
Il naît au hameau de la Cointerie à Carelles appartenant à la paroisse de Gorron et il est élevé dans une famille de quatre enfants. Une de ses sœurs devient religieuse. Il poursuit ses études au petit séminaire de Mayenne et entre aux Missions étrangères de Paris en 1885.

### Prêtre
Il est ordonné prêtre, le 21 septembre 1889 et part pour la Cochinchine Occidentale en décembre suivant. Il est nommé au séminaire de Saigon, après un temps d'apprentissage de la langue auprès d'un confrère. En 1896, Mgr Dépierre détache le petit séminaire du grand séminaire et envoie Victor Quinton fonder un nouveau séminaire à  Anduc, dans les environs de My-Tho. Quelques années plus tard, le séminaire est transféré ailleurs à cause de son insalubrité. Il s'établit à Tan-Dinh (faubourg de Saïgon), dans un lieu harmonieux et propice aux études. En 1902, le petit séminaire de Saïgon est de nouveau réuni au grand et Victor Quinton retourne donc à Saïgon, jusqu'en 1909, date à laquelle Mgr Mossard (successeur de Mgr Dépierre) le nomme curé de Tha-La. Il continue à se dévouer entièrement à la jeunesse, aussi bien en tant que professeur que directeur spirituel. Il est admiré pour son côté pratique et sa bonne humeur. Il est en même temps procureur de la mission.

### Évêque
En 1912, le Saint-Siège nomma Victor Quinton, évêque in partibus de Laranda (de) et coadjuteur de Mgr Lucien-Émile Mossard (de), dont il devient un fidèle collaborateur. Il est consacré le 15 avril 1913 par Lucien-Émile Mossard (de) avec comme co-consécrateurs Damien Grangeon (de) et Jean-Claude Bouchut. Il succède à Lucien-Émile Mossard (de) en 1920, en tant que vicaire apostolique.
Il propage la dévotion au Sacré-Cœur de Jésus et défend l'unité familiale, tout en portant une grande attention aux besoins matériels de ses ouailles. Il portait aussi une grande attention aux études des jeunes. 
En avril 1924, il tombe malade et il est hospitalisé à la clinique Angier de Saigon. Sur l'ordre des médecins, il s'embarque pour la France à la fin de mai 1924. À son arrivée, il entre à la clinique Saint-Michel à Paris qu'il quitte le 2 août pour une convalescence au séminaire de Bièvres. Il y meurt le 4 octobre 1924.

## Succession apostolique
Victor Quinton a ordonné les évêques suivants :
- Évêque Constant-Jean-Baptiste Prodhomme, M.E.P. (1913)

## Voir aussi

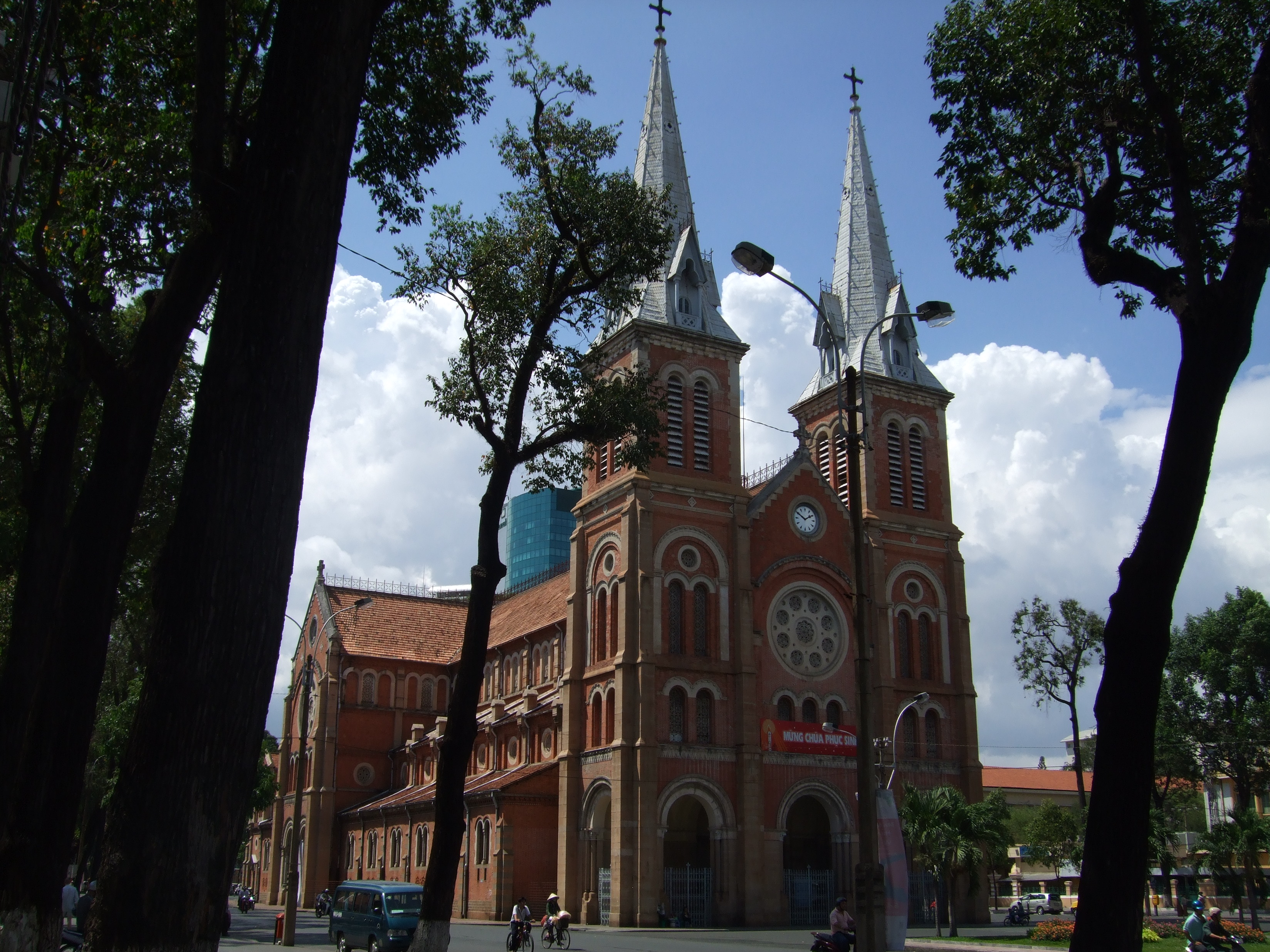
Cathédrale Notre-Dame de Saigon aujourd'hui.